# Phocibidion
Phocibidion är ett släkte av skalbaggar. Phocibidion ingår i familjen långhorningar.
Kladogram enligt Catalogue of Life:
| Phocibidion | \| \| Phocibidion erythrocephalum \| \| \| \| \| \| Phocibidion pulcherrimum \| \| \| \| |
|             | \| \| Phocibidion erythrocephalum \| \| \| \| \| \| Phocibidion pulcherrimum \| \| \| \| |
|             | Phocibidion erythrocephalum                                                              |
|             |                                                                                          |
|             | Phocibidion pulcherrimum                                                                 |
|             |                                                                                          |